# Tunesisch voetbalelftal (mannen)
Het Tunesisch voetbalelftal, bijgenaamd  Adelaars van Carthago, is een team van voetballers dat Tunesië vertegenwoordigt bij internationale wedstrijden zoals de (kwalificatie)wedstrijden voor het wereld- en het Afrikaans kampioenschap voetbal.
De Fédération Tunisienne de Football werd in 1957 opgericht en is aangesloten bij de CAF en de FIFA (sinds 1960). Het Tunesisch voetbalelftal behaalde in april 2018 met de 14e plaats de hoogste positie op de FIFA-wereldranglijst, in juli 2010 werd met de 65e plaats de laagste positie bereikt.

## Deelnames aan internationale toernooien
In 1978 was Tunesië het vierde Afrikaanse land op een WK-eindronde en het eerste Afrikaanse land dat een wedstrijd won tijdens een eindronde door Mexico met 3–1 te verslaan. Verder was er op dat toernooi een 0–0 gelijkspel tegen West-Duitsland. De overwinning op Mexico zou de enige overwinning blijven tot 2018, ondanks nog drie toernooideelnames (1998, 2002 en 2006). Bij die laatste drie toernooien zou er slechts één gelijkspel en twee verliespartijen worden behaald.
In 2018 deed het Noord-Afrikaanse land opnieuw mee aan de WK-eindronde. Daar was de ploeg onder leiding van bondscoach Nabil Maâloul ingedeeld in groep G, samen met België, Engeland en WK-debutant Panama. Tunesië sloot het toernooi met een positief gevoel af door op 28 juni in Saransk met 2–1 te winnen van Panama. Zo behaalde Tunesië de tweede WK-zege ooit. Beide landen waren op voorhand uitgeschakeld voor de volgende ronde na twee verliespartijen. Tunesië verloor de eerste twee wedstrijden, van achtereenvolgens Engeland (1–2) en België (2–5).
Omdat Tunesië in 2004 de Afrika Cup wist te winnen mocht het namens de Afrikaanse Confederatie deelnemen aan de Confederations Cup in 2005. Op dat toernooi was 1 overwinning, Australië werd met 2–0 verslagen. Doordat het land de andere 2 wedstrijden verloor eindigde ze als derde in de poule.
| Wereldkampioenschap voetbal overzicht | Wereldkampioenschap voetbal overzicht | Wereldkampioenschap voetbal overzicht | Wereldkampioenschap voetbal overzicht | Wereldkampioenschap voetbal overzicht | Wereldkampioenschap voetbal overzicht | Wereldkampioenschap voetbal overzicht | Wereldkampioenschap voetbal overzicht | Wereldkampioenschap voetbal overzicht |
| Jaar                                  | Ronde                                 | Wed.                                  | W                                     | G                                     | V                                     | DV                                    | DT                                    | Kwal                                  |
| ------------------------------------- | ------------------------------------- | ------------------------------------- | ------------------------------------- | ------------------------------------- | ------------------------------------- | ------------------------------------- | ------------------------------------- | ------------------------------------- |
| 1962                                  | Niet gekwalificeerd                   | Niet gekwalificeerd                   | Niet gekwalificeerd                   | Niet gekwalificeerd                   | Niet gekwalificeerd                   | Niet gekwalificeerd                   | Niet gekwalificeerd                   | Niet gekwalificeerd                   |
| 1966                                  | Teruggetrokken                        | Teruggetrokken                        | Teruggetrokken                        | Teruggetrokken                        | Teruggetrokken                        | Teruggetrokken                        | Teruggetrokken                        | Teruggetrokken                        |
| 1970                                  | Niet gekwalificeerd                   | Niet gekwalificeerd                   | Niet gekwalificeerd                   | Niet gekwalificeerd                   | Niet gekwalificeerd                   | Niet gekwalificeerd                   | Niet gekwalificeerd                   | Niet gekwalificeerd                   |
| 1974                                  | Niet gekwalificeerd                   | Niet gekwalificeerd                   | Niet gekwalificeerd                   | Niet gekwalificeerd                   | Niet gekwalificeerd                   | Niet gekwalificeerd                   | Niet gekwalificeerd                   | Niet gekwalificeerd                   |
| 1978                                  | Groepsfase                            | 3                                     | 1                                     | 1                                     | 1                                     | 3                                     | 2                                     | (Kwal.)                               |
| 1982                                  | Niet gekwalificeerd                   | Niet gekwalificeerd                   | Niet gekwalificeerd                   | Niet gekwalificeerd                   | Niet gekwalificeerd                   | Niet gekwalificeerd                   | Niet gekwalificeerd                   | Niet gekwalificeerd                   |
| 1986                                  | Niet gekwalificeerd                   | Niet gekwalificeerd                   | Niet gekwalificeerd                   | Niet gekwalificeerd                   | Niet gekwalificeerd                   | Niet gekwalificeerd                   | Niet gekwalificeerd                   | Niet gekwalificeerd                   |
| 1990                                  | Niet gekwalificeerd                   | Niet gekwalificeerd                   | Niet gekwalificeerd                   | Niet gekwalificeerd                   | Niet gekwalificeerd                   | Niet gekwalificeerd                   | Niet gekwalificeerd                   | Niet gekwalificeerd                   |
| 1994                                  | Niet gekwalificeerd                   | Niet gekwalificeerd                   | Niet gekwalificeerd                   | Niet gekwalificeerd                   | Niet gekwalificeerd                   | Niet gekwalificeerd                   | Niet gekwalificeerd                   | Niet gekwalificeerd                   |
| 1998                                  | Groepsfase                            | 3                                     | 0                                     | 1                                     | 2                                     | 1                                     | 4                                     | (Kwal.)                               |
| 2002                                  | Groepsfase                            | 3                                     | 0                                     | 1                                     | 2                                     | 1                                     | 5                                     | (Kwal.)                               |
| 2006                                  | Groepsfase                            | 3                                     | 0                                     | 1                                     | 2                                     | 3                                     | 6                                     | (Kwal.)                               |
| 2010                                  | Niet gekwalificeerd                   | Niet gekwalificeerd                   | Niet gekwalificeerd                   | Niet gekwalificeerd                   | Niet gekwalificeerd                   | Niet gekwalificeerd                   | Niet gekwalificeerd                   | Niet gekwalificeerd                   |
| 2014                                  | Niet gekwalificeerd                   | Niet gekwalificeerd                   | Niet gekwalificeerd                   | Niet gekwalificeerd                   | Niet gekwalificeerd                   | Niet gekwalificeerd                   | Niet gekwalificeerd                   | Niet gekwalificeerd                   |
| 2018                                  | Groepsfase                            | 3                                     | 1                                     | 0                                     | 2                                     | 5                                     | 8                                     | (Kwal.)                               |
| 2022                                  | Groepsfase                            | 3                                     | 1                                     | 1                                     | 1                                     | 1                                     | 1                                     | (Kwal.)                               |
| 2026                                  | kwalificatie                          | kwalificatie                          | kwalificatie                          | kwalificatie                          | kwalificatie                          | kwalificatie                          | kwalificatie                          | kwalificatie                          |

| FIFA Confederations Cup overzicht | FIFA Confederations Cup overzicht | FIFA Confederations Cup overzicht | FIFA Confederations Cup overzicht | FIFA Confederations Cup overzicht | FIFA Confederations Cup overzicht | FIFA Confederations Cup overzicht | FIFA Confederations Cup overzicht | FIFA Confederations Cup overzicht |
| Jaar                              | Ronde                             | Wed.                              | W                                 | G                                 | V                                 | DV                                | DT                                | Kwal                              |
| --------------------------------- | --------------------------------- | --------------------------------- | --------------------------------- | --------------------------------- | --------------------------------- | --------------------------------- | --------------------------------- | --------------------------------- |
| 2005                              | Groepsfase                        | 3                                 | 1                                 | 0                                 | 2                                 | 3                                 | 5                                 | (Kwal.)                           |

### Afrika Cup
Tunesië doet in 1962 voor het eerst mee aan de Afrika Cup. In dat jaar werd het land derde door Oeganda in de troostfinale met 3–0 te verslaan. Dat toernooi deden er echter maar 4 landen mee aan het toernooi. In 1965 mocht Tunesië optreden als gastland en haalde het de finale. De finale werd verloren van Ghana met 2–3. In 1996 bereikte het daarna pas weer de finale en ook dit keer werd verloren van het thuisland, Zuid-Afrika, met 0–2. Het grootste succes in dit toernooi kwam 8 jaar later toen Tunesië in eigen land voor de derde keer de finale bereikte en dit keer won. In die finale werd Marokko met 2–1 verslagen. Francileudo Dos Santos Silva en Ziad Jaziri maakten de goals voor Tunesië. De African Championship of Nations is een toernooi waar alleen spelers die in de eigen competitie meedoen opgesteld mogen worden. Dit toernooi werd in 2011 gewonnen. In de finale werd Angola met 3–0 verslagen.  
| Afrika Cup overzicht | Afrika Cup overzicht | Afrika Cup overzicht | Afrika Cup overzicht | Afrika Cup overzicht | Afrika Cup overzicht | Afrika Cup overzicht | Afrika Cup overzicht | Afrika Cup overzicht |
| Jaar                 | Ronde                | Wed.                 | W                    | G                    | V                    | DV                   | DT                   | Kwal                 |
| -------------------- | -------------------- | -------------------- | -------------------- | -------------------- | -------------------- | -------------------- | -------------------- | -------------------- |
| 1962                 | Derde                | 2                    | 1                    | 0                    | 1                    | 5                    | 4                    | (Kwal.)              |
| 1963                 | Groepsfase           | 2                    | 0                    | 1                    | 1                    | 3                    | 5                    | (Kwal.)              |
| 1965                 | Tweede               | 3                    | 1                    | 1                    | 1                    | 6                    | 3                    |                      |
| 1968                 | Teruggetrokken       | Teruggetrokken       | Teruggetrokken       | Teruggetrokken       | Teruggetrokken       | Teruggetrokken       | Teruggetrokken       | Teruggetrokken       |
| 1970–1974            | Geen deelname        | Geen deelname        | Geen deelname        | Geen deelname        | Geen deelname        | Geen deelname        | Geen deelname        | Geen deelname        |
| 1976                 | Niet gekwalificeerd  | Niet gekwalificeerd  | Niet gekwalificeerd  | Niet gekwalificeerd  | Niet gekwalificeerd  | Niet gekwalificeerd  | Niet gekwalificeerd  | Niet gekwalificeerd  |
| 1978                 | Vierde               | 5                    | 1                    | 3                    | 1                    | 5                    | 4                    | (Kwal.)              |
| 1980                 | Teruggetrokken       | Teruggetrokken       | Teruggetrokken       | Teruggetrokken       | Teruggetrokken       | Teruggetrokken       | Teruggetrokken       | Teruggetrokken       |
| 1982                 | Groepsfase           | 3                    | 0                    | 1                    | 2                    | 1                    | 4                    | (Kwal.)              |
| 1984                 | Niet gekwalificeerd  | Niet gekwalificeerd  | Niet gekwalificeerd  | Niet gekwalificeerd  | Niet gekwalificeerd  | Niet gekwalificeerd  | Niet gekwalificeerd  | Niet gekwalificeerd  |
| 1986                 | Niet gekwalificeerd  | Niet gekwalificeerd  | Niet gekwalificeerd  | Niet gekwalificeerd  | Niet gekwalificeerd  | Niet gekwalificeerd  | Niet gekwalificeerd  | Niet gekwalificeerd  |
| 1988                 | Niet gekwalificeerd  | Niet gekwalificeerd  | Niet gekwalificeerd  | Niet gekwalificeerd  | Niet gekwalificeerd  | Niet gekwalificeerd  | Niet gekwalificeerd  | Niet gekwalificeerd  |
| 1990                 | Niet gekwalificeerd  | Niet gekwalificeerd  | Niet gekwalificeerd  | Niet gekwalificeerd  | Niet gekwalificeerd  | Niet gekwalificeerd  | Niet gekwalificeerd  | Niet gekwalificeerd  |
| 1992                 | Niet gekwalificeerd  | Niet gekwalificeerd  | Niet gekwalificeerd  | Niet gekwalificeerd  | Niet gekwalificeerd  | Niet gekwalificeerd  | Niet gekwalificeerd  | Niet gekwalificeerd  |
| 1994                 | Groepsfase           | 2                    | 0                    | 1                    | 1                    | 1                    | 3                    |                      |
| 1996                 | Tweede               | 6                    | 2                    | 2                    | 2                    | 10                   | 9                    | (Kwal.)              |
| 1998                 | Kwartfinale          | 4                    | 2                    | 1                    | 1                    | 6                    | 5                    | (Kwal.)              |

| Afrika Cup overzicht | Afrika Cup overzicht | Afrika Cup overzicht | Afrika Cup overzicht | Afrika Cup overzicht | Afrika Cup overzicht | Afrika Cup overzicht | Afrika Cup overzicht | Afrika Cup overzicht |
| Jaar                 | Ronde                | Wed.                 | W                    | G                    | V                    | DV                   | DT                   | Kwal                 |
| -------------------- | -------------------- | -------------------- | -------------------- | -------------------- | -------------------- | -------------------- | -------------------- | -------------------- |
| 2000                 | Vierde               | 6                    | 2                    | 2                    | 2                    | 6                    | 9                    | (Kwal.)              |
| 2002                 | Groepsfase           | 3                    | 0                    | 2                    | 1                    | 0                    | 1                    | (Kwal.)              |
| 2004                 | Kampioen             | 6                    | 4                    | 2                    | 0                    | 10                   | 4                    |                      |
| 2006                 | Kwartfinale          | 4                    | 2                    | 1                    | 1                    | 7                    | 5                    | (Kwal.)              |
| 2008                 | Kwartfinale          | 4                    | 1                    | 2                    | 1                    | 7                    | 6                    | (Kwal.)              |
| 2010                 | Groepsfase           | 3                    | 0                    | 3                    | 0                    | 3                    | 3                    | (Kwal.)              |
| 2012                 | Kwartfinale          | 4                    | 2                    | 0                    | 2                    | 5                    | 5                    | (Kwal.)              |
| 2013                 | Groepsfase           | 3                    | 1                    | 1                    | 1                    | 2                    | 4                    | (Kwal.)              |
| 2015                 | Kwartfinale          | 4                    | 1                    | 2                    | 1                    | 5                    | 5                    | (Kwal.)              |
| 2017                 | Kwartfinale          | 4                    | 2                    | 0                    | 2                    | 6                    | 7                    | (Kwal.)              |
| 2019                 | Vierde               | 7                    | 1                    | 4                    | 2                    | 6                    | 5                    | (Kwal.)              |
| 2021                 | Kwartfinale          | 5                    | 2                    | 0                    | 3                    | 5                    | 3                    | (Kwal.)              |
| 2023                 | Groepsfase           | 3                    | 0                    | 2                    | 1                    | 1                    | 2                    | (Kwal.)              |
| 2025                 |                      |                      |                      |                      |                      |                      |                      | (Kwal.)              |

### African Championship of Nations
| African Championship of Nations overzicht | African Championship of Nations overzicht | African Championship of Nations overzicht | African Championship of Nations overzicht | African Championship of Nations overzicht | African Championship of Nations overzicht | African Championship of Nations overzicht | African Championship of Nations overzicht | African Championship of Nations overzicht |
| Jaar                                      | Ronde                                     | Wed.                                      | W                                         | G                                         | V                                         | DV                                        | DT                                        | Kwal                                      |
| ----------------------------------------- | ----------------------------------------- | ----------------------------------------- | ----------------------------------------- | ----------------------------------------- | ----------------------------------------- | ----------------------------------------- | ----------------------------------------- | ----------------------------------------- |
| 2009                                      | Niet gekwalificeerd                       | Niet gekwalificeerd                       | Niet gekwalificeerd                       | Niet gekwalificeerd                       | Niet gekwalificeerd                       | Niet gekwalificeerd                       | Niet gekwalificeerd                       | Niet gekwalificeerd                       |
| 2011                                      | Kampioen                                  | 6                                         | 4                                         | 2                                         | 0                                         | 11                                        | 3                                         | (Kwal.)                                   |
| 2014                                      | Niet gekwalificeerd                       | Niet gekwalificeerd                       | Niet gekwalificeerd                       | Niet gekwalificeerd                       | Niet gekwalificeerd                       | Niet gekwalificeerd                       | Niet gekwalificeerd                       | Niet gekwalificeerd                       |
| 2016                                      | Kwartfinale                               | 4                                         | 1                                         | 2                                         | 1                                         | 9                                         | 5                                         | (Kwal.)                                   |
| 2018                                      | Geen deelname                             | Geen deelname                             | Geen deelname                             | Geen deelname                             | Geen deelname                             | Geen deelname                             | Geen deelname                             | Geen deelname                             |
| 2020                                      | Teruggetrokken                            | Teruggetrokken                            | Teruggetrokken                            | Teruggetrokken                            | Teruggetrokken                            | Teruggetrokken                            | Teruggetrokken                            | Teruggetrokken                            |

### Arab Nations Cup
In 1963 won Tunesië de eerste editie van de Arab Nations Cup. Dat jaar werd alleen een groepsfase gespeeld. In die groepsfase speelden 5 landen. Tunesië won alle vier de wedstrijden en eindigde daarom bovenaan. Daarna zou het nog 1 keer deelnemen aan dit toernooi, in 1988. Dat jaar won het geen enkele wedstrijd en strandde het land in de groepsfase. Er waren tevens 2 deelnames aan de Palestina Cup. En ook deze Cup werd 1 keer gewonnen. In 1973 versloeg het team van Tunesië Syrië met 4–0 in de finale. 

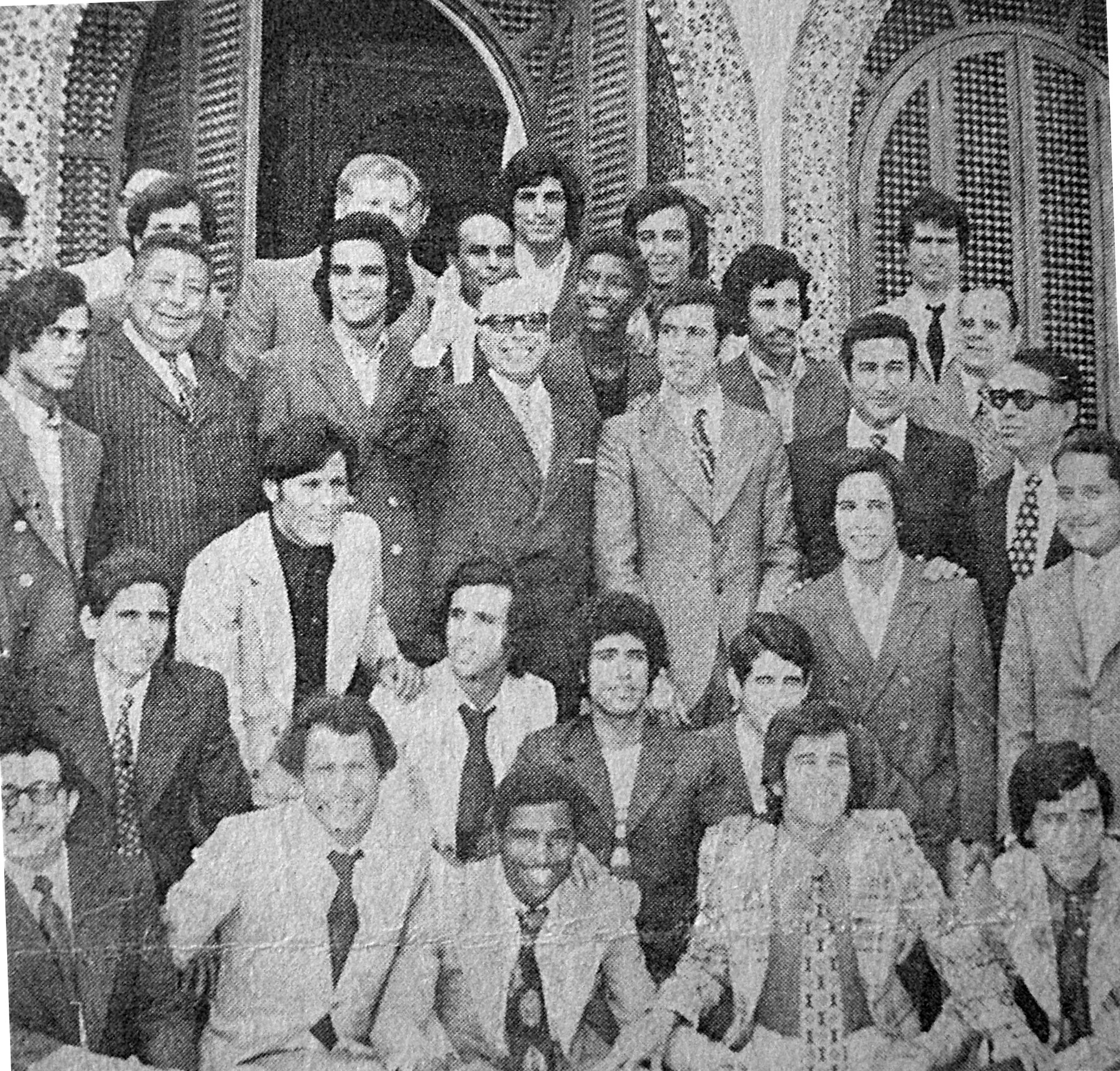
Selectie Palestina Cup 1973

| Arab Nations Cup overzicht | Arab Nations Cup overzicht | Arab Nations Cup overzicht | Arab Nations Cup overzicht | Arab Nations Cup overzicht | Arab Nations Cup overzicht | Arab Nations Cup overzicht | Arab Nations Cup overzicht | Arab Nations Cup overzicht |
| Jaar                       | Ronde                      | Wed.                       | W                          | G                          | V                          | DV                         | DT                         | Kwal                       |
| -------------------------- | -------------------------- | -------------------------- | -------------------------- | -------------------------- | -------------------------- | -------------------------- | -------------------------- | -------------------------- |
| 1963                       | Kampioen                   | 4                          | 4                          | 0                          | 0                          | 11                         | 1                          |                            |
| 1964–1985                  | Geen deelname              | Geen deelname              | Geen deelname              | Geen deelname              | Geen deelname              | Geen deelname              | Geen deelname              | Geen deelname              |
| 1988                       | Groepsfase                 | 4                          | 0                          | 3                          | 1                          | 3                          | 4                          | (Kwal.)                    |
| 1992–2012                  | Geen deelname              | Geen deelname              | Geen deelname              | Geen deelname              | Geen deelname              | Geen deelname              | Geen deelname              | Geen deelname              |
| FIFA Arab Cup overzicht    |                            |                            |                            |                            |                            |                            |                            |                            |
| 2021                       | Tweede                     | 6                          | 4                          | 0                          | 2                          | 10                         | 6                          |                            |

### Palestina Cup
| Palestina Cup (1972–1977) | Palestina Cup (1972–1977) | Palestina Cup (1972–1977) | Palestina Cup (1972–1977) | Palestina Cup (1972–1977) | Palestina Cup (1972–1977) | Palestina Cup (1972–1977) | Palestina Cup (1972–1977) | Palestina Cup (1972–1977) |
| Jaar                      | Ronde                     | Wed.                      | W                         | G                         | V                         | DV                        | DT                        |                           |
| ------------------------- | ------------------------- | ------------------------- | ------------------------- | ------------------------- | ------------------------- | ------------------------- | ------------------------- | ------------------------- |
| 1973                      | Kampioen                  | 6                         | 6                         | 0                         | 0                         | 19                        | 3                         |                           |
| 1975                      | Groepsfase                | 2                         | 1                         | 1                         | 0                         | 3                         | 1                         |                           |

## FIFA-wereldranglijst[5]
| 1993 | 1994 | 1995 | 1996 | 1997 | 1998 | 1999 | 2000 | 2001 | 2002 | 2003 | 2004 | 2005 | 2006 | 2007 | 2008 | 2009 | 2010 | 2011 | 2012 | 2013 | 2014 | 2015 | 2016 | 2017 | 2018 | 2019 | 2020 |
| ---- | ---- | ---- | ---- | ---- | ---- | ---- | ---- | ---- | ---- | ---- | ---- | ---- | ---- | ---- | ---- | ---- | ---- | ---- | ---- | ---- | ---- | ---- | ---- | ---- | ---- | ---- | ---- |
| 32   | 30   | 22   | 23   | 23   | 21   | 31   | 26   | 28   | 41   | 45   | 35   | 28   | 32   | 47   | 46   | 53   | 45   | 59   | 45   | 48   | 22   | 40   | 35   | 27   | 26   | 27   | 26   |

## Huidige selectie

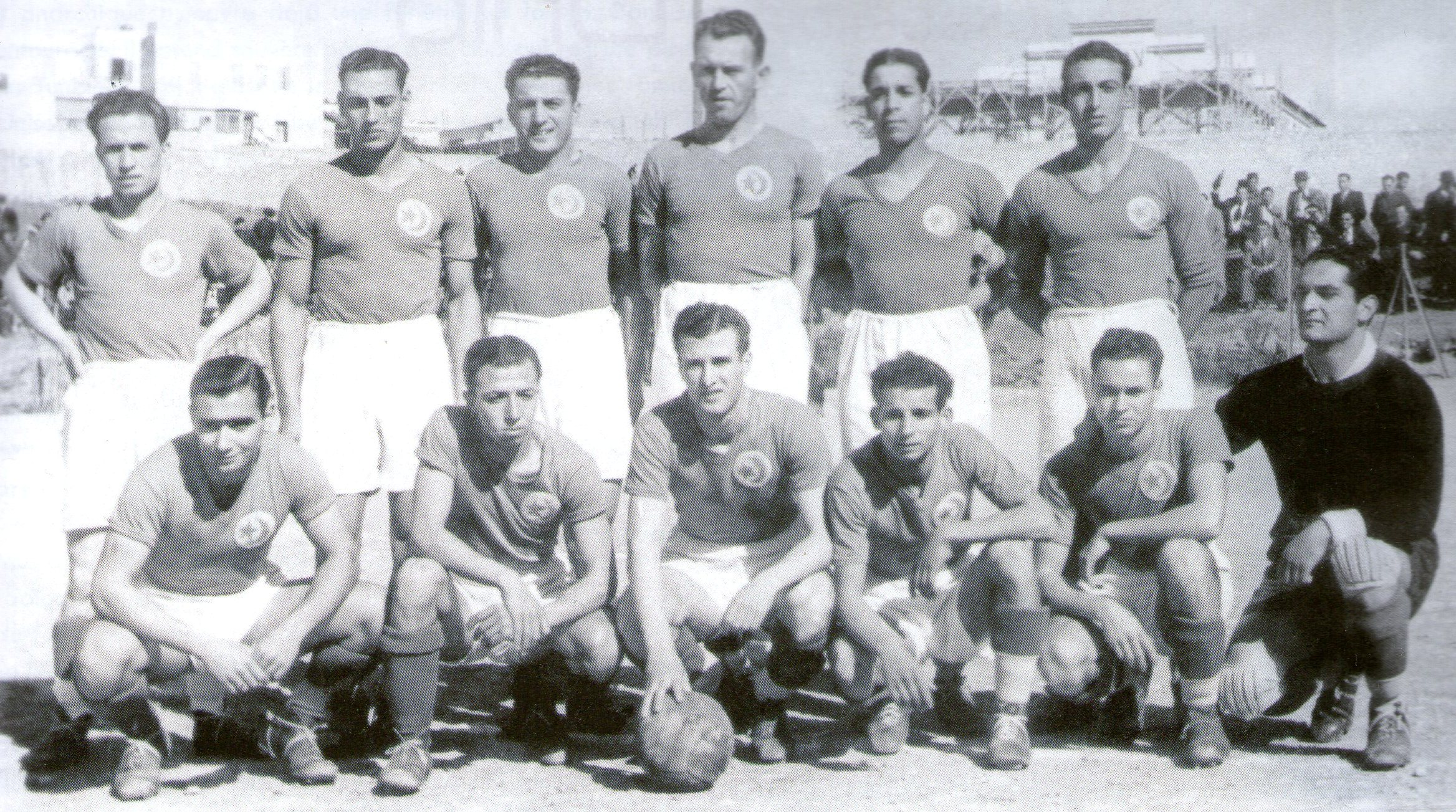
Teamfoto 1939

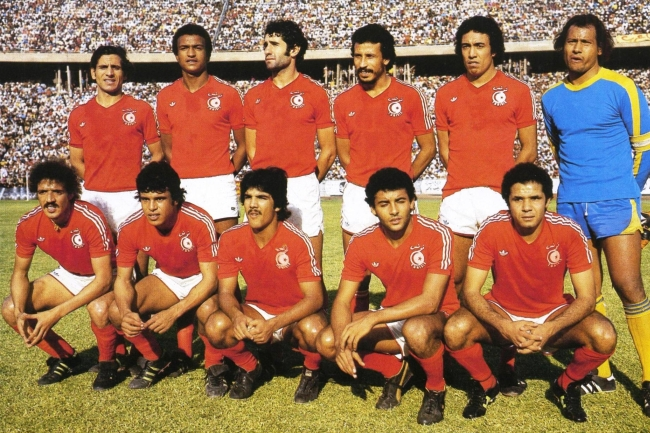
Teamfoto 1978

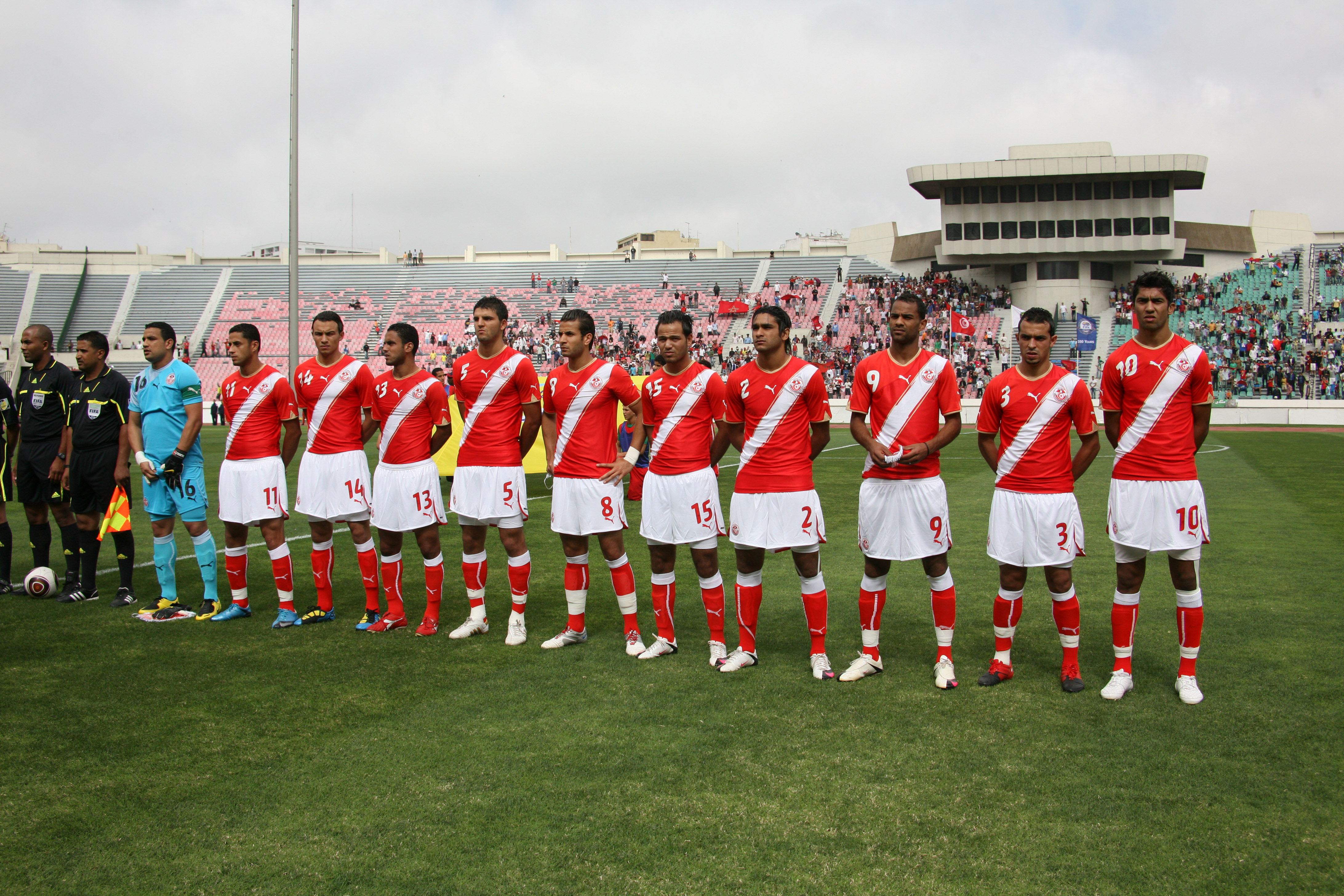
Teamfoto 2010

De volgende spelers werden opgeroepen voor de vriendschappelijke wedstrijden tegen  Burkina Faso,  Marokko en  Zambia .
Interlands en doelpunten bijgewerkt tot en met de wedstrijd tegen  Zambia op 10 juni 2025.
| Nr.         | Naam                    | Wed. | Dlpnt. | Club                |
| ----------- | ----------------------- | ---- | ------ | ------------------- |
| Doel        |                         |      |        |                     |
|             | Aymen Dahmen            | 23   | 0      | CS Sfaxien          |
|             | Noureddine Farhati      | 0    | 0      | US Ben Guerdane     |
|             | Semi Helal              | 0    | 0      | Stade Tunisien      |
|             | Abdessalem Hallaoui     | 0    | 0      | US Monastir         |
| Verdediging |                         |      |        |                     |
|             | Montassar Talbi         | 51   | 2      | FC Lorient          |
|             | Alaa Ghram              | 6    | 0      | Shaktar Donetsk     |
|             | Dylan Bronn             | 42   | 2      | US Salernitana      |
|             | Marouane Sahraoui       | 0    | 0      | Stade Tunisien      |
|             | Ali Abdi                | 36   | 4      | OGC Nice            |
|             | Amin Cherni             | 3    | 0      | Stade Lavallois     |
|             | Yan Valery              | 10   | 0      | Sheffield Wednesday |
|             | Mahmoud Ghorbel         | 3    | 0      | US Monastir         |
|             | Houssem Hassen Romdhane | 0    | 0      | ES Zarzis           |
| Middenveld  |                         |      |        |                     |
|             | Moez Haj Ali            | 1    | 0      | US Monastir         |
|             | Aïssa Laïdouni          | 56   | 2      | Al-Wakrah           |
|             | Anis Slimane            | 38   | 4      | Norwich City        |
|             | Ferjani Sassi           | 88   | 7      | Al-Gharafa          |
|             | Hannibal                | 33   | 0      | Burnley             |
|             | Firas Ben Larbi         | 15   | 3      | Sharjah FC          |
| Aanval      |                         |      |        |                     |
|             | Elias Achouri           | 20   | 2      | FC Kopenhagen       |
|             | Sayfallah Ltaief        | 20   | 1      | FC Twente           |
|             | Mortadha Ben Ouanes     | 11   | 0      | Kasimpasa           |
|             | Sebastian Tounekti      | 2    | 0      | Hammarby IF         |
|             | Hamza Khadhraoui        | 2    | 0      | Club Africain       |
|             | Khalil Ayari            | 0    | 0      | Stade Tunisien      |
|             | Firas Chaouat           | 14   | 2      | ES Sahel            |
|             | Hazem Mastouri          | 6    | 2      | US Monastir         |
|             | Youssef Snana           | 1    | 0      | ES Zarzis           |